# Передерій Віра Віталіївна
Ві́ра Віта́ліївна Передері́й (* 1990) — українська художня гімнастка. Учасниця Олімпійських ігор.

## З життєпису
Народилась 1990 року. Брала участь у літніх Олімпійських іграх 2008 року. Також брала участь у чемпіонатах світу, зокрема 2007 та Чемпіонаті світу з художньої гімнастики 2009 року.
Здобула ступінь кандидата наук з фізичного виховання та спорту у Львівському державному університеті фізичної культури імені Івана Боберського.
Станом на 2020 рік — начальниця відділу спорту вищих досягнень Управління спорту Львова.